# No Angels
No Angels is een Duitse meidengroep die in 2000 bekend werd door het programma Popstars. De groep werd de succesvolste meidengroep in de Duitse muziekgeschiedenis, met meer dan vijf miljoen verkochte albums tussen 2000 en 2003. Op 5 september 2003 maakten de meiden bekend dat ze niet meer gezamenlijk zouden optreden; wel zouden ze individueel hun carrières voortzetten in muziek, theater, televisie en film. Op nieuwjaarsdag 2007 werd echter bevestigd dat No Angels hun eerste studioalbum in vier jaar zouden gaan opnemen.
Het lid Nadja is in 2009 gearresteerd wegens zware mishandeling. Zij zou onbeschermde seks met minstens drie mannen hebben gehad, terwijl zij wist dat ze HIV-besmet was. In augustus 2010 werd ze veroordeeld tot 2 jaar voorwaardelijke gevangenisstraf en 300 uur dienstverlening.

## Discografie

### Albums
- Elle'ments (2001)
- Now ... Us! (2002)
- When the Angels Swing (2002)
- Pure (2003)
- The Best of No Angels (2003)
- Acoustic Angels (2004)
- Destiny (2007)
- Destiny Reloaded (2008)
- Very Best of No Angels (2008)
- Welcome To The Dance (2009)

### Singles
| 2001 | Daylight in Your Eyes              | Elle'ments                          | 1  | 1  | 1  | 1 |
| 2001 | Rivers of Joy                      | Elle'ments                          | 7  | 11 | 10 | - |
| 2001 | There Must Be an Angel             | Elle'ments                          | 1  | 1  | 2  | 1 |
| 2001 | When the Angels Sing/Atlantis 2002 | Elle'ments / Now ... Us!            | 5  | 5  | 16 | - |
| 2002 | Something about Us                 | Now ... Us!                         | 1  | 1  | 11 | - |
| 2002 | Still in Love with You             | Now ... Us!                         | 2  | 4  | 10 | - |
| 2002 | Let's Go to Bed                    | Now ... Us!                         | 12 | 46 | -  | - |
| 2002 | All Cried out                      | Now ... Us! / When the Angels Swing | 18 | 23 | 56 | - |
| 2003 | No Angel (It's All in Your Mind)   | Pure                                | 1  | 10 | 46 | - |
| 2003 | Someday                            | Pure                                | 5  | 16 | 36 | - |
| 2003 | Feelgood Lies                      | Pure                                | 3  | 12 | 29 | - |
| 2003 | Reason                             | The Best of No Angels               | 9  | 12 | 28 | - |
| 2007 | Goodbye to Yesterday               | Destiny                             | 4  | 21 | 16 | - |
| 2007 | Maybe                              | Destiny                             | 36 | 62 | -  | - |
| 2007 | Amaze Me/Teardrops                 | Destiny                             | 25 | -  | -  | - |
| 2008 | Disappear                          | Destiny Reloaded                    | 4  | 37 | 96 | - |